# Charles Howard, 10:e earl av Carlisle
Charles James Stanley Howard, 10:e earl av Carlisle, född den 8 mars 1867 i London, död där den 20 januari 1912, känd som viscount Morpeth mellan 1889 och 1911, var en brittisk militär och liberalunionistisk politiker. Han var son till George Howard, 9:e earl av Carlisle.
Carlisle gjorde delvis en militär karriär och tjänstgjorde bland annat som kapten under andra boerkriget 1902. Han var också politiskt engagerad och från 1904 ledamot av underhuset där han tillhörde unionistpartiets mera bemärkta yngre medlemmar och var en av den Chamberlainska "tariffreformens" ivrigaste förespråkare. 
Carlisle gifte sig 1894 med Rhoda Ankaret L'Estrange (1867-1957), dotter till överste Paget Walter L'Estrange.  Earlen ligger begravd i Lanercost Abbey. 

## Barn
- George Howard, 11:e earl av Carlisle (1895-1963) , gift 1:o 1918 med Bridget Helen Hore-Ruthven (1896-1982) , (skilda 1947) . Han gifte sig 2:o 1947 med Esmé Mary Iredell (d. 1997)
- Lady Constance Ankaret Howard (1897-1964)
- Lady Ankaret Cecilia Caroline Howard (1900-1945) , gift med Sir William Jackson, 7th Bt.
- Lady Elizabeth Henrietta Howard (1903-1969) , gift med Lawrence Robert Maconochie-Welwood